# Ligne de Mezőtúr à Battonya par Orosháza et Mezőhegyes
La Ligne de Mezőtúr à Battonya par Orosháza et Mezőhegyes ou ligne 125 est une ligne de chemin de fer de Hongrie. Elle relie Mezőtúr à Battonya par Orosháza et Mezőhegyes.